# Лінчування (фільм)
Лінчування (пол. Lincz) — польський фільм режисера Кшиштофа Лукашевича. Сценарій до фільму написано на основі реальних подій у польському селі Влодово, ґміни Сьвйонткі, Вармінсько-Мазурського воєводства 2005 року.

## Сюжет
У невеличкому селі вбито шістдесятирічного чоловіка, убитий колишній в'язень-рецидивіст, який часто тероризував мешканців села. У вбивстві замішані шестеро місцевих жителів, чоловіків середніх років. Ці шестеро вчинили самосуд над ним і їх оскаржують у вбивстві з особливою жорстокістю. Мешканці села зібрали гроші на їх захист, вони прагнуть, щоб чоловіків виправдали.

## У ролях
| Актор             | Роль               |
| ----------------- | ------------------ |
| Лешек Ліхота      | Адам Град          |
| Агнешка Подсядлік | Рената Град        |
| Веслав Комаса     | Заранек            |
| Мацей Міколайчик  | Мартін Град        |
| Лукаш Сімлат      | Даріуш Град        |
| Ізабела Куна      | Ягода Слота        |
| Збігнев Стрий     | Юрецький           |
| Кшиштоф Франєчек  | прокурор           |
| Тамара Арцюх      | Любінська, адвокат |
| Магдалена Кута    | мати Ренати Град   |
| Іренеуш Козьол    | батько Ренати Град |
| Яцек Плюта        | слідчий            |
| Юлія Кійовска     | слідчий            |
| Яцек Полячек      | Копер              |